# James Ellroy

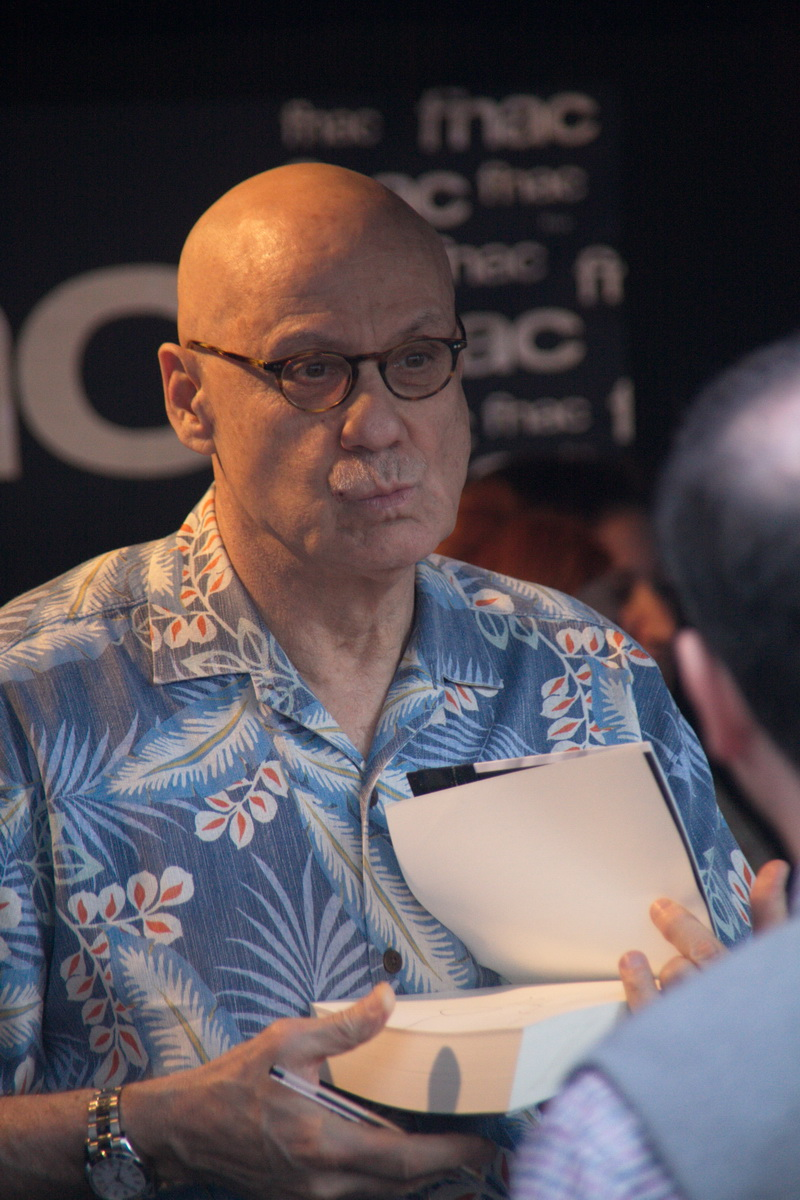
SIgnant llibres en la Diada de Sant Jordi de 2015

Lee Earle "James" Ellroy, conegut popularment com a James Ellroy (Los Angeles, Califòrnia, 4 de març de 1948) és un assagista i escriptor de ficció de novel·la negra estatunidenc. Ellroy ha sabut utilitzar un estil de prosa telegràfic en la major part de la seva obra recent, on freqüentment omet connectar les paraules i tan sols fa servir frases staccato, i en particular a les novel·les La dàlia negra (1987), El gran desert (1988), L.A. Confidential (1990), Jazz blanc (1992) i American Tabloid (1995).